# Škoda 422
Škoda 422 byl osobní automobil vyráběný automobilkou Škoda. Začal se vyrábět roku 1929. Byl k dostání jako čtyřdveřový sedan, dvoudveřový tudor, faéton, kabriolet, kupé nebo landulet.
Motor byl vodou chlazený řadový čtyřválec s rozvodem SV. Měl výkon 16 kW (22 koní) a objem 1195 cm³. Maximální rychlost se pohybovala okolo 75 km/h.
Výroba byla ukončena roku 1932, vyrobilo se 3 435 kusů.